# Jens Knippschild
Jens Knippschild (* 15. Februar 1975 in Arolsen) ist ein ehemaliger deutscher Tennisspieler.

## Leben
Knippschild gewann in seiner Laufbahn zwei ATP-Turniere im Doppel, 2001 die Swedish Open zusammen mit Karsten Braasch sowie 2002 die Romanian Open mit Peter Nyborg. Seine höchste Weltranglistenposition erreichte er im Jahr 1999 mit Rang 76. Im Jahr darauf erreichte er mit dem Finale des ATP-Turniers von Newport sein bestes Einzelresultat auf der ATP World Tour. Auf der ATP Challenger Tour konnte er fünf Einzeltitel erringen.
Sein bestes Einzelergebnis bei einem Grand-Slam-Turnier war sein Einzug 1998 ins Achtelfinale der French Open. Bei Grand-Slam-Turnieren spielte er sieben 5-Satz-Partien, die er alle gewann. In der Doppelkonkurrenz erreichte er 1997 das Viertelfinale der French Open sowie jeweils einmal das Achtelfinale der anderen drei Grand-Slam-Turniere.
Knippschild wurde zweimal in die deutsche Davis-Cup-Mannschaft berufen, 1997 und 2001. Bei seinem ersten Einsatz in der Erstrundenbegegnung gegen Mexiko gewann er sowohl sein Einzel als auch das Doppel an der Seite von Marc-Kevin Goellner. Im Viertelfinale gegen die Niederlande unterlag er mit David Prinosil im Doppel gegen Paul Haarhuis und Sjeng Schalken.

## Erfolge
| Legende                                               |
| Grand Slam                                            |
| Tennis Masters Cup                                    |
| ATP Masters Series                                    |
| ATP Championship Series ATP International Series Gold |
| ATP World Series ATP International Series (3)         |
| ATP Challenger Series (19)                            |

### Einzel

#### Turniersiege
| Nr. | Datum            | Turnier      | Belag   | Finalgegner         | Ergebnis        |
| --- | ---------------- | ------------ | ------- | ------------------- | --------------- |
| 1.  | 18. Februar 1996 | Hambühren    | Teppich | Nicolas Kiefer      | 7:6, 6:1        |
| 2.  | 14. Juli 1996    | Oberstaufen  | Sand    | Gabriel Silberstein | 6:3, 5:7, 7:6   |
| 3.  | 9. Februar 1997  | Wolfsburg    | Teppich | Arne Thoms          | 6:4, 6:3        |
| 4.  | 20. Juni 1999    | Braunschweig | Sand    | Franco Squillari    | 7:5, 7:66       |
| 5.  | 22. Oktober 2000 | Eckental     | Teppich | Olivier Mutis       | 6:75, 7:64, 7:5 |

#### Finalteilnahmen
| Nr. | Datum         | Turnier | Belag   | Finalgegner    | Ergebnis |
| --- | ------------- | ------- | ------- | -------------- | -------- |
| 1.  | 16. Juli 2000 | Newport | Teppich | Nicolas Kiefer | 6:7, 1:6 |

### Doppel

#### Turniersiege

##### ATP Tour
| Nr. | Datum              | Turnier  | Belag | Partner         | Finalgegner                             | Ergebnis      |
| --- | ------------------ | -------- | ----- | --------------- | --------------------------------------- | ------------- |
| 1.  | 15. Juli 2001      | Båstad   | Sand  | Karsten Braasch | Simon Aspelin Andrew Kratzmann          | 7:6, 4:6, 7:6 |
| 2.  | 15. September 2002 | Bukarest | Sand  | Peter Nyborg    | Emilio Benfele Álvarez Andrés Schneiter | 6:3, 6:3      |

##### Challenger Tour
| Nr. | Datum              | Turnier          | Belag       | Partner           | Finalgegner                       | Ergebnis      |
| --- | ------------------ | ---------------- | ----------- | ----------------- | --------------------------------- | ------------- |
| 1.  | 30. Juni 1996      | Braunschweig (1) | Sand        | Karsten Braasch   | Cristian Brandi Filippo Messori   | 6:3, 6:4      |
| 2.  | 7. Juli 1996       | Ulm              | Sand        | Karsten Braasch   | Ģirts Dzelde Aleksandar Kitinov   | 7:5, 6:3      |
| 3.  | 14. Juli 1996      | Oberstaufen      | Sand        | Karsten Braasch   | Maxime Huard Guillaume Marx       | 6:2, 6:4      |
| 4.  | 25. August 1996    | Genf (1)         | Sand        | Patrick Baur      | George Bastl Michel Kratochvil    | 6:1, 6:1      |
| 5.  | 8. September 1996  | Alpirsbach       | Sand        | Karsten Braasch   | Ģirts Dzelde Tomas Nydahl         | 1:6, 6:3, 7:5 |
| 6.  | 22. September 1996 | Bad Saarow       | Sand        | Marcos Ondruska   | Paul Rosner Joost Winnink         | 6:3, 6:3      |
| 7.  | 26. April 1998     | Espinho          | Sand        | Stephen Noteboom  | Alberto Martín Tomáš Anzari       | 7:6, 7:5      |
| 8.  | 30. August 1998    | Genf (2)         | Sand        | Rikard Bergh      | Michal Tabara Radomír Vašek       | 6:2, 3:6, 6:4 |
| 9.  | 5. Dezember 1999   | Nümbrecht        | Teppich (i) | Dirk Dier         | Andreas Tattermusch Andreas Weber | 6:3, 7:5      |
| 10. | 25. Juni 2000      | Braunschweig (2) | Sand        | Jeff Tarango      | Álex López Morón Albert Portas    | 6:2, 6:2      |
| 11. | 22. Oktober 2000   | Eckental         | Teppich (i) | Karsten Braasch   | Ivo Heuberger Michael Kohlmann    | 7:65, 6:3     |
| 12. | 24. Juni 2001      | Braunschweig (3) | Sand        | Karsten Braasch   | Feliciano López Francisco Roig    | 6:1, 6:1      |
| 13. | 26. August 2001    | Mönchengladbach  | Sand        | Jairo Velasco Jr. | Wim Neefs Djalmar Sistermans      | 6:3, 6:3      |
| 14. | 16. Juni 2002      | Weiden           | Sand        | Dušan Vemić       | Sergio Roitman Andrés Schneiter   | 7:65, 6:2     |

#### Finalteilnahmen
| Nr. | Datum       | Turnier | Belag | Partner         | Finalgegner                | Ergebnis      |
| --- | ----------- | ------- | ----- | --------------- | -------------------------- | ------------- |
| 1.  | 4. Mai 1997 | München | Sand  | Karsten Braasch | Pablo Albano Àlex Corretja | 6:3, 5:7, 2:6 |